# Tribes of Neurot
I Tribes Of Neurot nascono come alter ego dark ambient dei Neurosis.

## Storia del gruppo
Si sono sviluppati parallelamente come un'ombra riproducendo versioni alternative degli album dei Neurosis. La prima uscita risale al 1995 con Rebegin. Il parallelismo si palesa nella successiva uscita del 1996 Silver Blood Transmission, contemporaneamente a Through Silver In Blood dei Neurosis. Successivamente, la ricerca sonora alternativa a quella brutale, ha portato all'espansione indefinita dei componenti del progetto, fino a non saper più chi ancora ne fa parte o chi in passato ha partecipato. Di sicuri ci sono solo i componenti dei Neurosis e Scott Hull, i quali nel 1998, con il nome di "Tribes Of Neurot & Walking Time Bombs", producono la terza uscita, Static Migration.
Nel 1999 escono contemporaneamente Grace dei Tribes of Neurot e Times Of Grace dei Neurosis. I due album sono studiati per essere suonati contemporaneamente e l'effetto finale è quello di ottenere un terzo album dato dalla fusione dei due. L'esperimento verrà successivamente copiato da altre band Post-metal, come i Rosetta nel loro primo full length. Riuscito l'esperimento, nel 2002 esce Adaptation and Survival: The Insect Project, nel quale un CD è dark ambient e l'altro è ispirato al mondo degli insetti: vengono utilizzati solo suoni e rumori di insetti. I due CD sono studiati sempre per essere riprodotti contemporaneamente. 
Nello stesso anno esce il DVD dei Neurosis A Sun That Never Sets, che come materiale extra contiene la reinterpretazione dei Tribes of Neurot dell'omonimo album. Le tracce sono state riprodotte in una stanza, vuota e ad isolamento acustico, e registrate su nastro magnetico. Successivamente viene riprodotta la registrazione magnetica nel medesimo modo e registrata su un nuovo nastro. Progressivamente il lavoro viene fatto per ogni traccia un tot di volte: 2 volte per la prima, 3 per la seconda, 4 per la terza... fino a 30 per l'ultima. La parte dei Tribes Of Neurot di questo DVD è stata chiamata "A Resonant Sun".

## Formazione
- Scott Kelly
- Steve von Till
- Dave Edwardson
- Noah Landis
- Jason Roeder
- Scott Hull
- Pete Inc.
- Billy Anderson
- Ajax
- Danny
- Scott Ayers
- Frank Garymartin

## Discografia

### Album in studio
- 1996 - Silver Blood Transmission
- 1998 - Static Migration
- 1999 - Grace
- 2000 - 60 Degrees
- 2002 - Cairn
- 2002 - Adaptation and Survival: The Insect Project
- 2005 - Meridian

### EP
- 1995 - Rebegin
- 1999 - Spring Equinox
- 1999 - Summer Solstice
- 1999 - Autumn Equinox
- 1999 - Winter Solstice
- 2000 - Spring Equinox
- 2000 - Summer Solstice
- 2000 - Autumn Equinox
- 2000 - Winter Solstice
- 2001 - Spring Equinox
- 2001 - Summer Solstice
- 2001 - Autumn Equinox
- 2001 - Winter Solstice

### Split
- 1996 - Locust Star [split with Neurosis]
- 2007 - Earth/Tribes Of Neurot

### Live
- 2001 - Live At Beyond The Pale

### DVD/Video
- 2002 - A Sun That Never Sets